# Phaeochroops maruyamai
Phaeochroops maruyamai is een keversoort uit de familie Hybosoridae. De wetenschappelijke naam van de soort is voor het eerst geldig gepubliceerd in 1989 door Nishikawa.